# 鱼洞站 (成昆铁路)
鱼洞乘降所建于1970年，是成昆铁路上的一个已经废止的乘降所，位于四川省攀枝花市仁和区平地镇平地村鱼洞。车站原隶属昆明铁路局管辖，北上距成都站793公里，南下距昆明站307公里，乘降所上下行侧分别为莲地隧道和渔洞隧道。
车站在2020年8月乌东德水电站蓄水后被江水淹没。